# Daisy Ashford

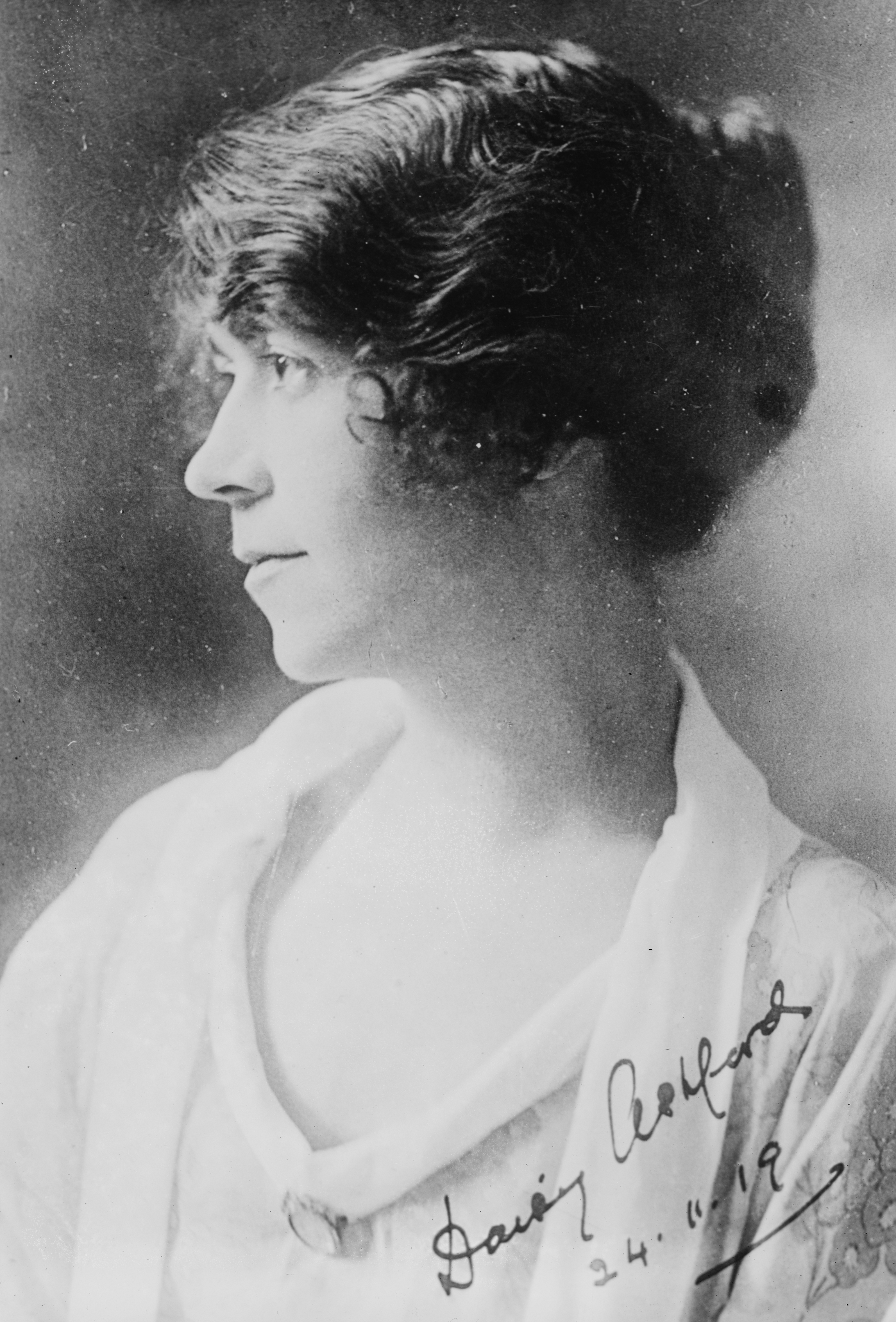
Daisy Ashford en 1919

Daisy Ashford (Margaret Mary Julia Ashford; Petersham, Surrey; 7 de abril de 1881-15 de enero de 1972) fue una escritora inglesa famosa por su novela The Young Visiters (Los jóvenes visitantes), la cual escribió cuando apenas tenía nueve años de edad. La novela fue publicada en 1919, preservando su lenguaje y puntuación juveniles.

## Biografía

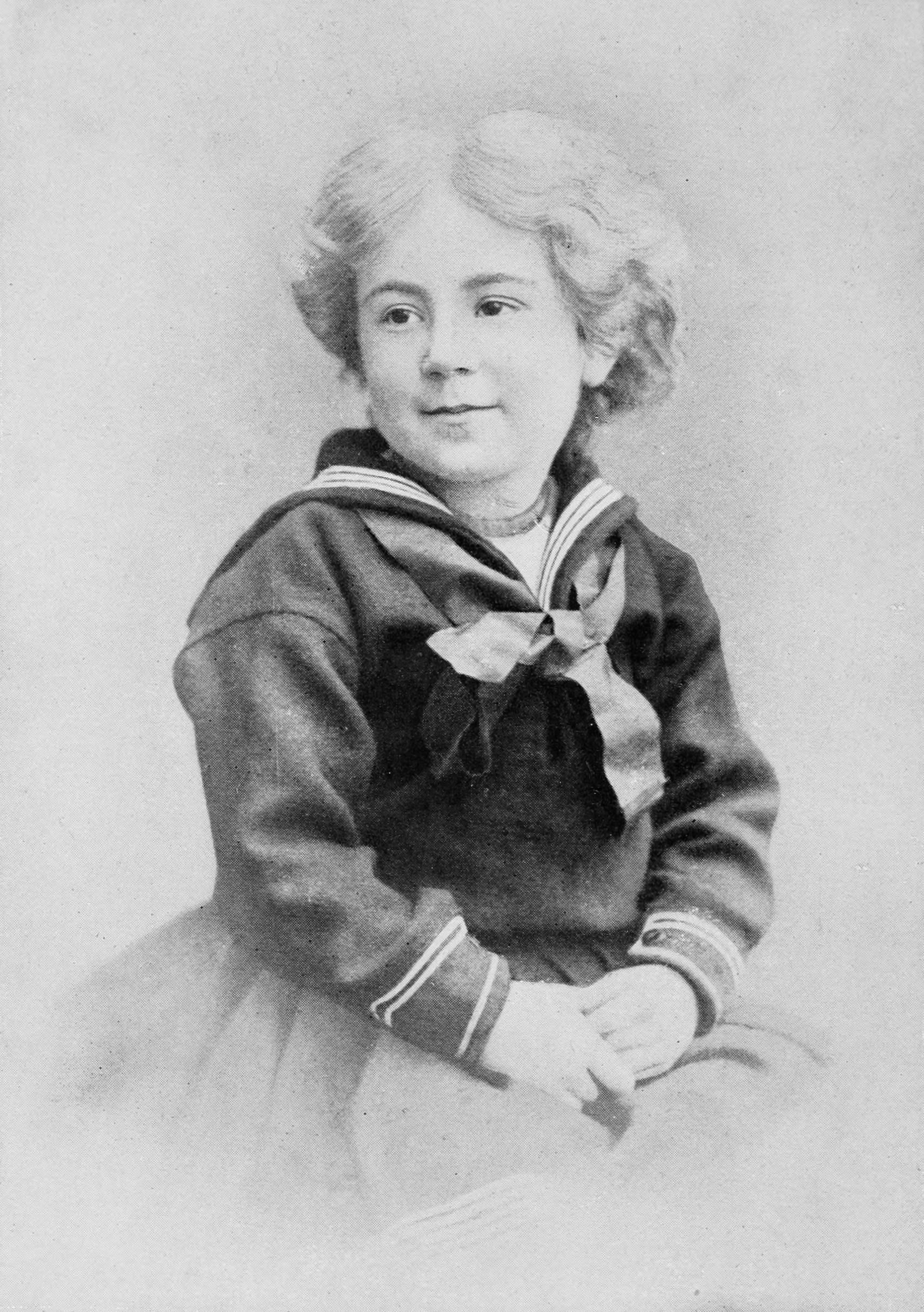
Daisy Ashford en su niñez

Nació en Petersham, Surrey, hija de Emma Georgina Walker y William Henry Roxburgh Ashford. Recibió su educación en casa junto a sus hermanas Maria Veronica 'Vera' (nacida en 1882) y Angela Mary 'Angie' (nacida en 1884). A los nueve años escribió la novela The Young Visiters. Escribió una gran cantidad de historias, de las que destacan la novela corta The Hangman's Daughter, la cual es considerada como su mejor obra.
Dejó de escribir durante su juventud. En 1896 la familia se mudó a Lewes y en 1904 se trasladaron a Londres, donde Daisy trabajó como secretaria. Incluso manejó una cafetería en Dover durante la Primera Guerra Mundial. Cuando se publicó en 1919, The Young Visiters logró un impacto inmediato, logrando que se publicaran muchas de sus obras en 1920. Ese mismo año se casó con James Devlin y se estableció en Norfolk. No escribió en sus últimos años, aunque inició una autobiografía que luego desechó. Murió en 1972.

## Obras publicadas
- The Young Visiters, o, Mr Salteena's Plan London: Chatto and Windus, 1919
- Daisy Ashford: Her Book: A Collection of the Remaining Novels London: George H. Doran and Company, 1920
- Love and Marriage: Three Stories London: Hart-Davis, 1965
- Where Love Lies Deepest London: Hart-Davis, 1966
- The Hangman's Daughter and Other Stories Oxford University Press 1983